# Werder (Poméranie occidentale)
Pour les articles homonymes, voir Werder.
Werder est une municipalité allemande située dans le land de Mecklembourg-Poméranie-Occidentale et l'arrondissement du Plateau des lacs mecklembourgeois.